# تیونستا (کالیفرنیا)
تیونستا (به انگلیسی: Tionesta) یک منطقهٔ مسکونی در ایالات متحده آمریکا است که در شهرستان مودوک، کالیفرنیا واقع شده‌است. تیونستا ۱٬۳۰۴ متر بالاتر از سطح دریا واقع شده‌است.